# Rdečkasta bledivka
Rdečkasta bledivka (znanstveno ime Laccaria laccata) je gliva iz rodu bledivk (Laccaria). Tako rodovno kot vrstno ime izvirata iz iste latinske besede laccata, ki pomeni lakirano ali prevlečeno z lakom. Slovensko ime bledivka se nanaša na njeno lastnost, da se barva s starostjo in vremenom precej spreminja ter zbledi in izgubi svoj prvoten bleščeče lakiran izgled.

## Značilnosti
Klobuk ima v premeru od 2 do 7 cm in je sprva izbočen in se z zrelostjo splošči.
V mokrem vremenu je površina globoko rjave do rdečkasto rjave ali skoraj oranžne barve. Med sušnimi obdobji postanejo veliko bolj bledi in sčasoma skoraj beli. Zelo stare gobe postanejo lijakaste in zelo deformirane.
Lističi so široki, globoki in široko razmaknjeni z mnogimi vmesnimi krajšimi lističi. Mladi lističi so enake barve kot klobuk in z dozorevanjem trosov postajajo beli.
Bet ima premer od 6 do 10 mm in je visok od 5 do 10 cm. Je žilav in črtasto vlaknat.
Nimajo posebnega vonja in okusa.

## Razširjenost in življenjski prostor
Je zelo pogosta gozdna gliva. Razširjena je v Evropi in Severni Ameriki.
Najdemo jo lahko med listjem v vseh vrstah mešanih gozdov in na resavah. Tvori  ektomikorizo z različnimi listnatimi in iglastimi drevesi.

## Mikroskopske značilnosti
Trosni odtis je bele barve. Trosi so kroglasti z bodicami in merijo 5,5–7 x 3–4,5 μm. Bodice so visoke do 1,5 μm.

## Podobne vrste
- vijoličasta bledivka (Laccaria amethystina) je vijolično obarvana, a ko se posuši in zbledi je zelo podobna rdečkasti bledivki
- dvobarvne bledivka (Laccaria bicolor) ima bet, ki je lilast v dnišču in rjav v zgornjem delu
- mekinasta bledivka (Laccaria proxima) ima luskast oziroma mekinast klobuk in elipsaste trose.
- sloka bledivka (Laccaria tortilis) ima nepravilno valovit rožnat klobuk in je manjša a ima večje trose

## Uporabnost
Rdečkasta bledivka je užitna goba, in čeprav morda niso najboljše, kar nam ponuja mati narava, so klobučki zelo dobri ocvrti in po okusu pa spominjajo na šampinjone kupljene v trgovini. Lahko jih uporabimo tudi za pripravo gobove juhe. Trda vlaknata stebla je najbolje zavreči.